# Talsinki
Talsinki ist ein seit den 1990er Jahren verwendetes Kofferwort aus den Städtenamen Tallinn und Helsinki. Es bezieht sich auf die transnationale Großstadtregion am Finnischen Meerbusen. Die Hauptstädte Finnlands und Estlands sind durch die rund 80 Kilometer breite Ostseebucht voneinander getrennt.
Für die Region wird gelegentlich auch die umgekehrte Kofferwort-Variante verwendet, die im Estnischen Hellinn und im Finnischen Hellinna lautet. Daneben sprechen Finnen scherzhaft von „Helsinki-Süd“, wenn sie Tallinn meinen.

## Geschichte

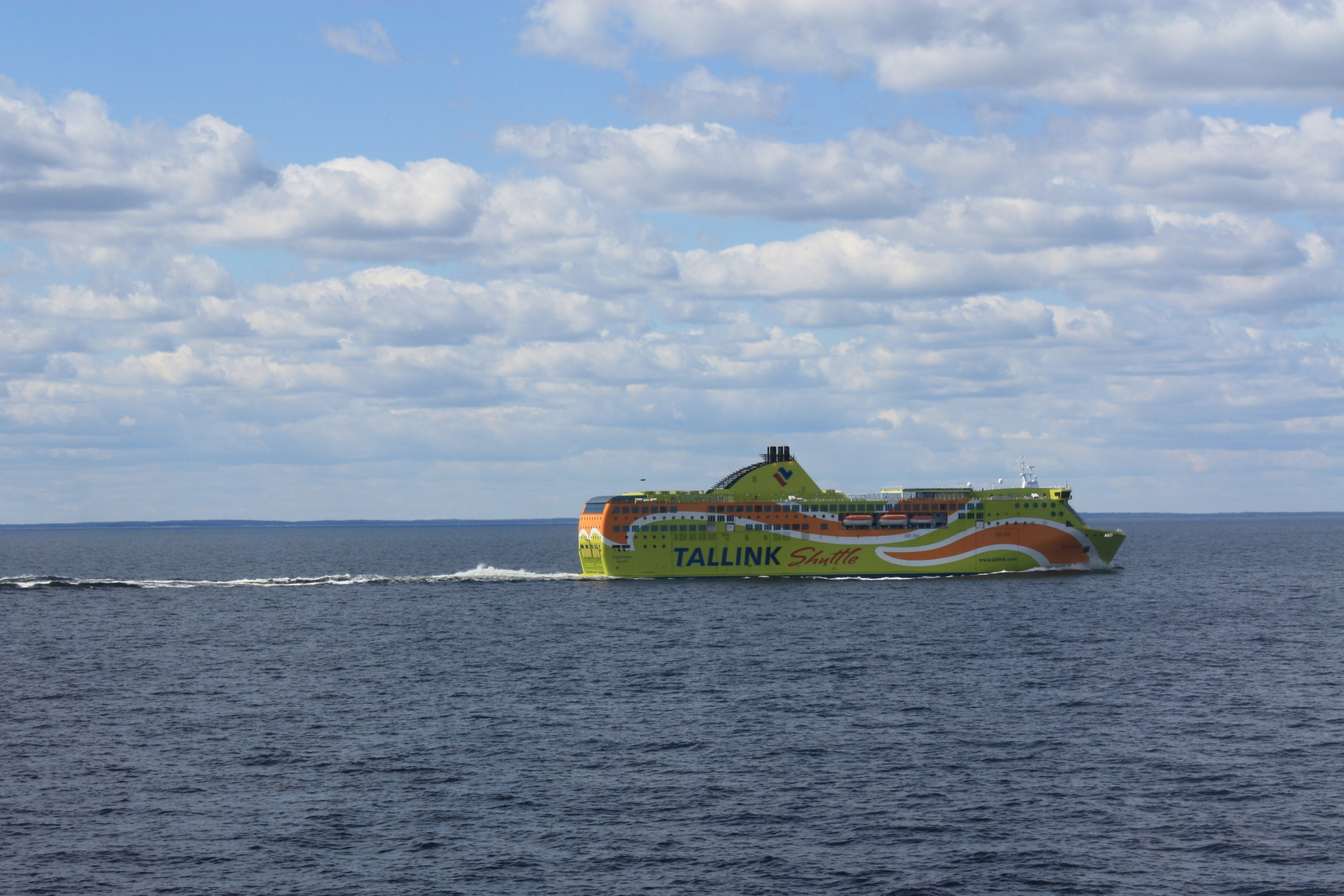
Passagierschiff des Tallink Shuttle Service, die Tallink Superstar, von Tallinn auf dem Weg nach Helsinki

Der Begriff Talsinki wurde 1992 erstmals von dem estnischen Schriftsteller Jaan Kaplinski verwendet, um den neu entstehenden Kultur- und Wirtschaftsraum zwischen Tallinn und Helsinki zu beschreiben. Die Idee von Talsinki basiert auf einer gemeinsamen finno-ugrischen Sprache und einer verwandten Kultur. So konnten bereits während der sowjetischen Besatzung Esten im Norden des Landes finnisches Radio und Fernsehen empfangen, wodurch viele Menschen Finnisch lernten. Seit 1965 sind die beiden Städte auch verkehrstechnisch miteinander verbunden, nachdem der Fährbetrieb während der Entspannungspolitik von Breschnew und Urho Kekkonen wiedereröffnet wurde. Nach dem Zusammenbruch der Sowjetunion half finnisches Kapital Estland beim Aufbau des Staates. Angelockt durch das niedrigere Preisniveau betrachteten viele Finnen Tallinn nicht nur als ein attraktives Reiseziel, sondern auch als Einkaufsparadies, während die Esten in erster Linie zum Arbeiten nach Finnland fuhren. Inzwischen ist auch der umgekehrte Fall üblich, denn die Abwanderung qualifizierter Facharbeiter nach Finnland hat dazu geführt, dass mit dem Arbeitskräftemangel die Einkommen in Estland gestiegen sind und sich das Preisniveau weitgehend angeglichen hat. Heute pendeln Tausende zwischen den beiden Städten hin und her, was durch den Beitritt Estlands zum Schengenraum 2004, den Wegfall der Grenzkontrollen 2007 und den Beitritt Estlands zur Eurozone 2011 noch erleichtert wurde.

## Zukunftsplanungen

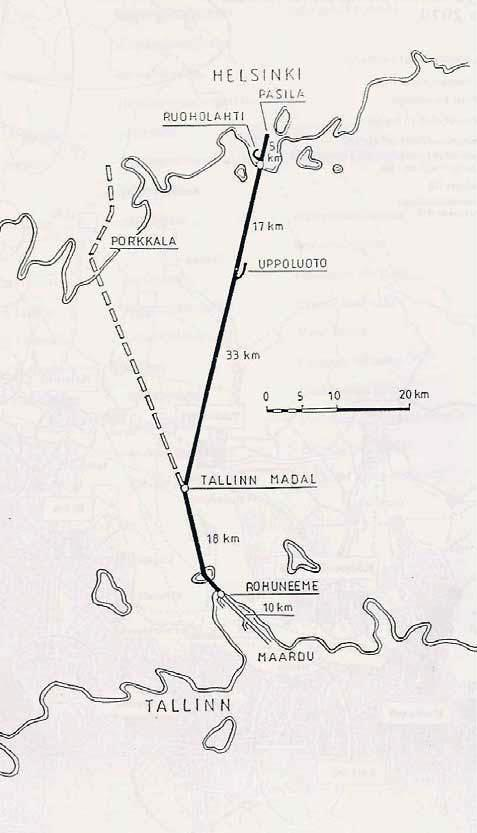
Grobskizze von alternativen Tunneln

Auf dem Weg zu einer gemeinsamen Metropolregion mit dem Namen Talsinki werden als Vorbilder häufig Kopenhagen und Malmö in der Öresundregion genannt. Planungen für die Zukunft sehen daher ähnlich wie dort mit der Öresundverbindung einen Eisenbahntunnel zwischen Helsinki und Tallinn vor. Da jedoch bereits die Luftlinie zwischen beiden Städten 80 km beträgt, würde dieses Bauwerk somit nahezu doppelt so lang werden wie der Eurotunnel unter dem Ärmelkanal. Er würde nicht nur die beiden Städte enger aneinanderbinden, sondern auch den finnischen Verkehr nach Ostmitteleuropa über die Europastraße 67 statt über den schwedischen Seeweg führen. Die Fahrzeit soll 30 Minuten nicht überschreiten, eine Inbetriebnahme ist jedoch vor 2030 nicht realistisch. Gegenwärtig sorgen in beiden Richtungen täglich etwa zwanzig Schiffs- und Flugverbindungen für den Passagier- und Warenverkehr zwischen den Städten.
Weitergehende Modelle für die wirtschaftliche Entwicklung schließen die gesamte Region am Finnischen Meerbusen ein, das heißt Nordestland, Südfinnland und die russische Oblast Leningrad.
Künstliche Insel Talsinki
Nach einer Studie des finnischen Architekten Martti Kalliala könnte auf der Strecke für den geplanten Eisenbahntunnel eine künstliche Insel für 20.000 Bewohner gebaut werden, für die er den Namen Talsinki vorschlug. Die Insel soll nach seiner Vorstellung die Form der drei Buchstaben TKI haben und Appartements, Sommerhäuser, pyramidenförmige Bürogebäude, eine Schule, einen Park, ein Schwimmbad, einen kleinen Hafen, ein Konferenzzentrum und einen Windpark beheimaten. Für seine Idee hat er sich von den Bauprojekten Palm Islands und The World (Inselgruppe) in Dubai inspirieren lassen.